# Gnesau
Gnesau ist eine Gemeinde mit 1037 Einwohnern (Stand 1. Jänner 2024) im Bezirk Feldkirchen in Österreich, im Bundesland Kärnten.

## Geographie
Gnesau liegt im oberen Gurktal in den Gurktaler Alpen. Der Hauptort liegt in 973 m Seehöhe, der höchstgelegene Punkt des Gemeindegebiets findet sich auf der Lichteben in 1966 m.
Das Gemeindegebiet wird von der Gurk von Nordwest nach Südost durchzogen. Rechts wird sie vom Haidenbach und dem Kirchergrabenbach gespeist, auf der linken Seite vom Görzbach und dem Peiningerbach.

### Gemeindegliederung
Gnesau ist in die vier Katastralgemeinden Gnesau, Gurk, Mitteregg und Zedlitzdorf gegliedert. Das Gemeindegebiet umfasst folgende 12 Ortschaften (in Klammern Einwohnerzahl Stand 1. Jänner 2024):

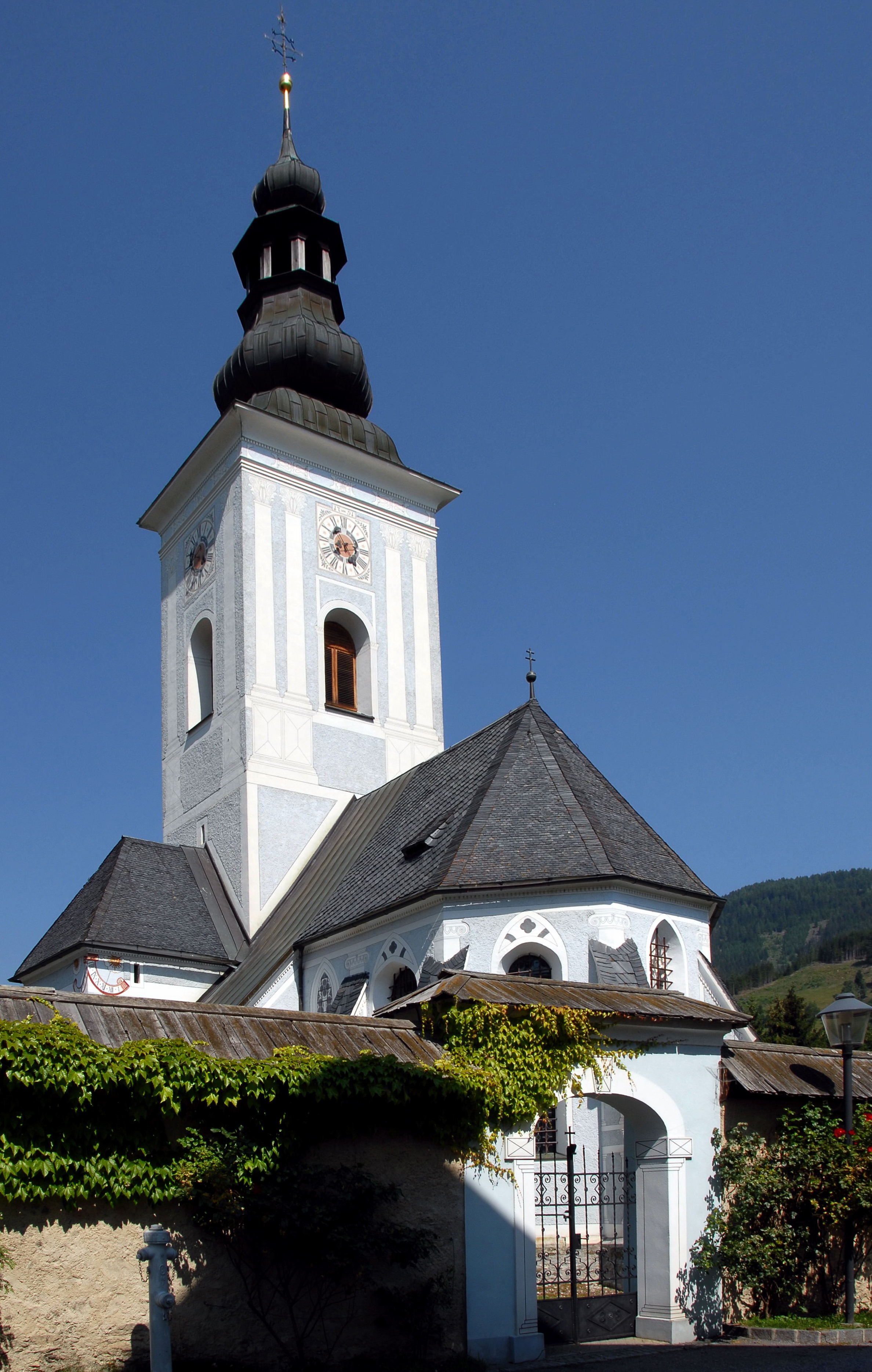
Pfarrkirche in Gnesau

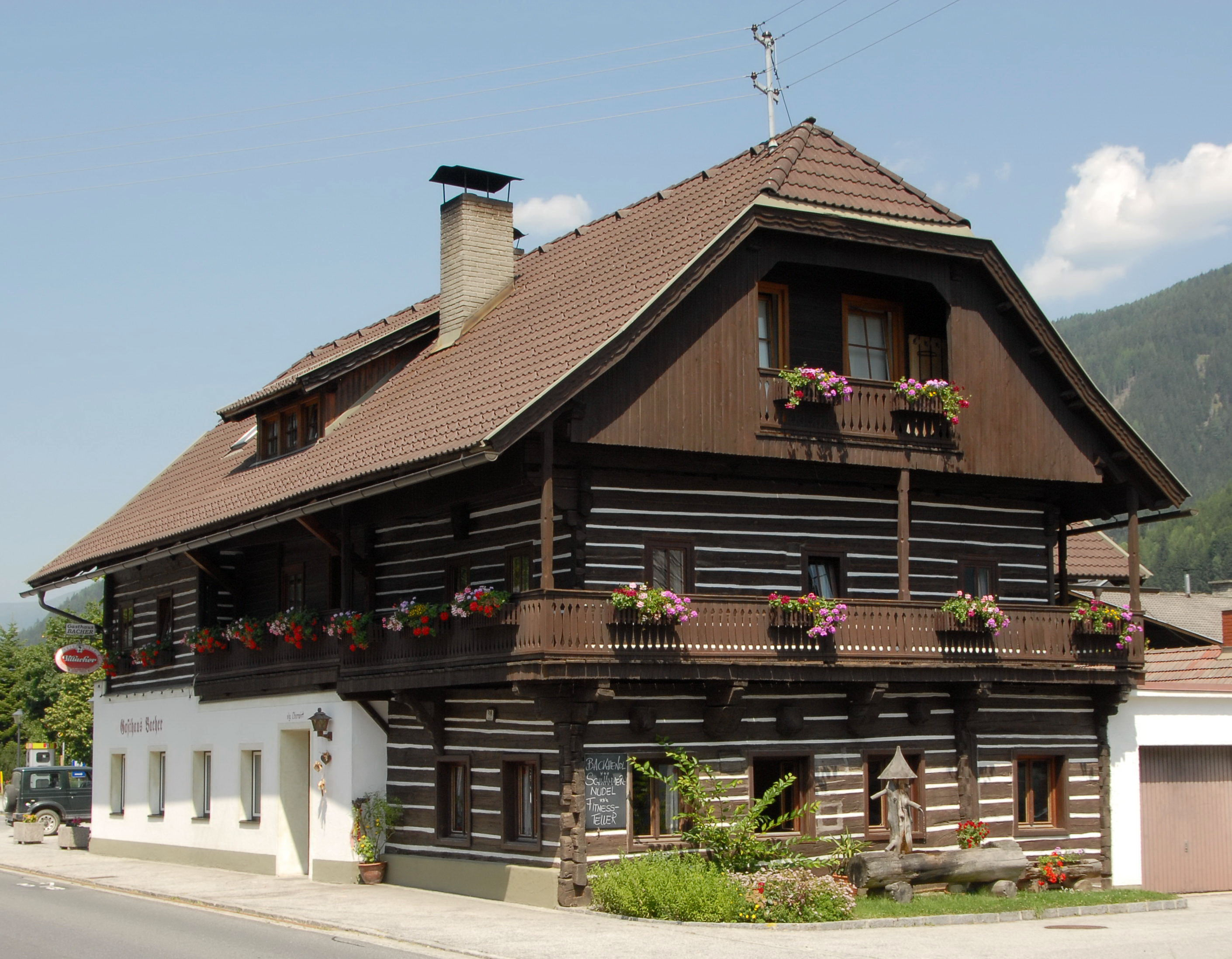
Baukultur Holzstraße

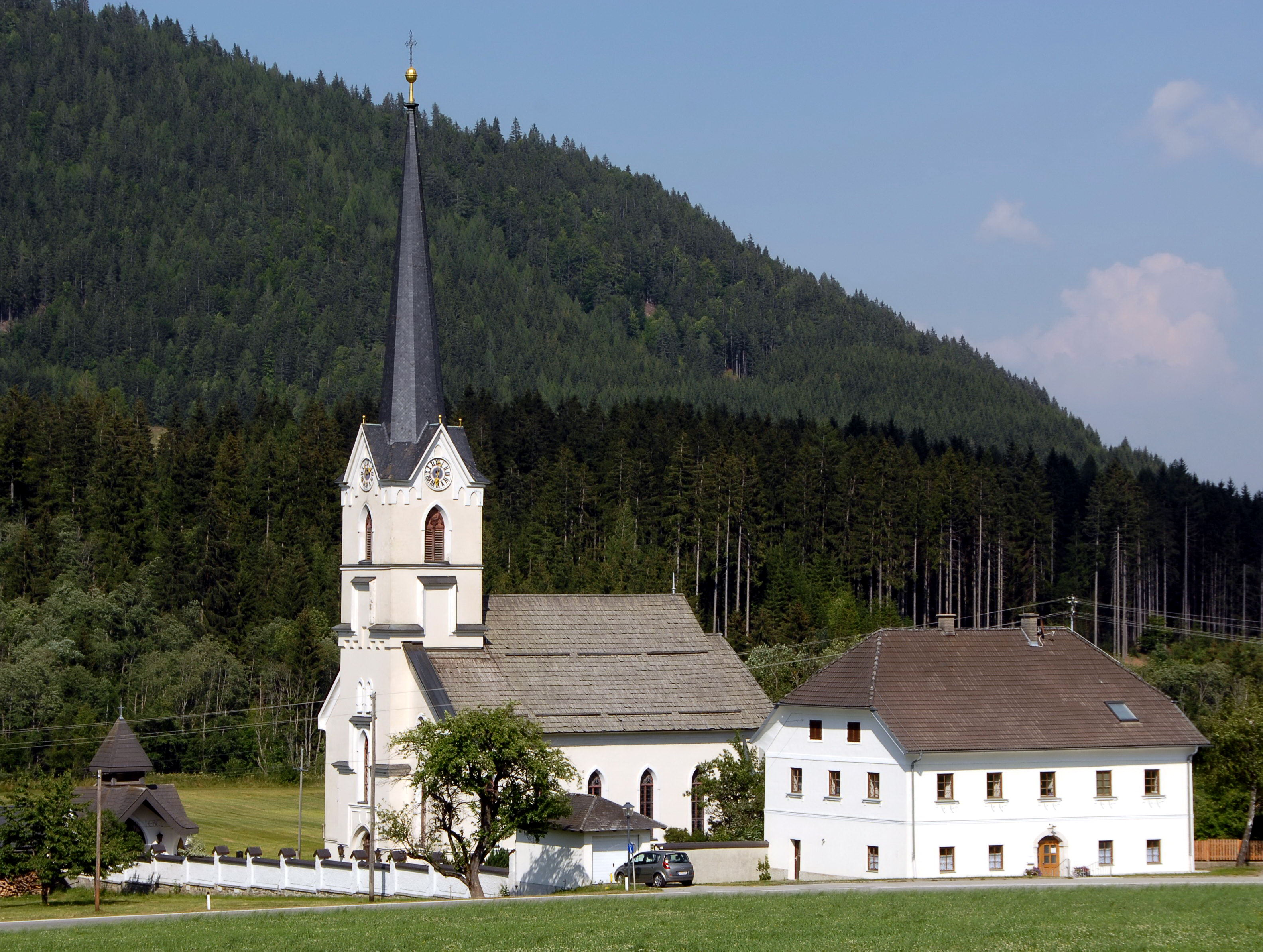
Evangelische Kirche und Pfarrhaus in Weißenbach

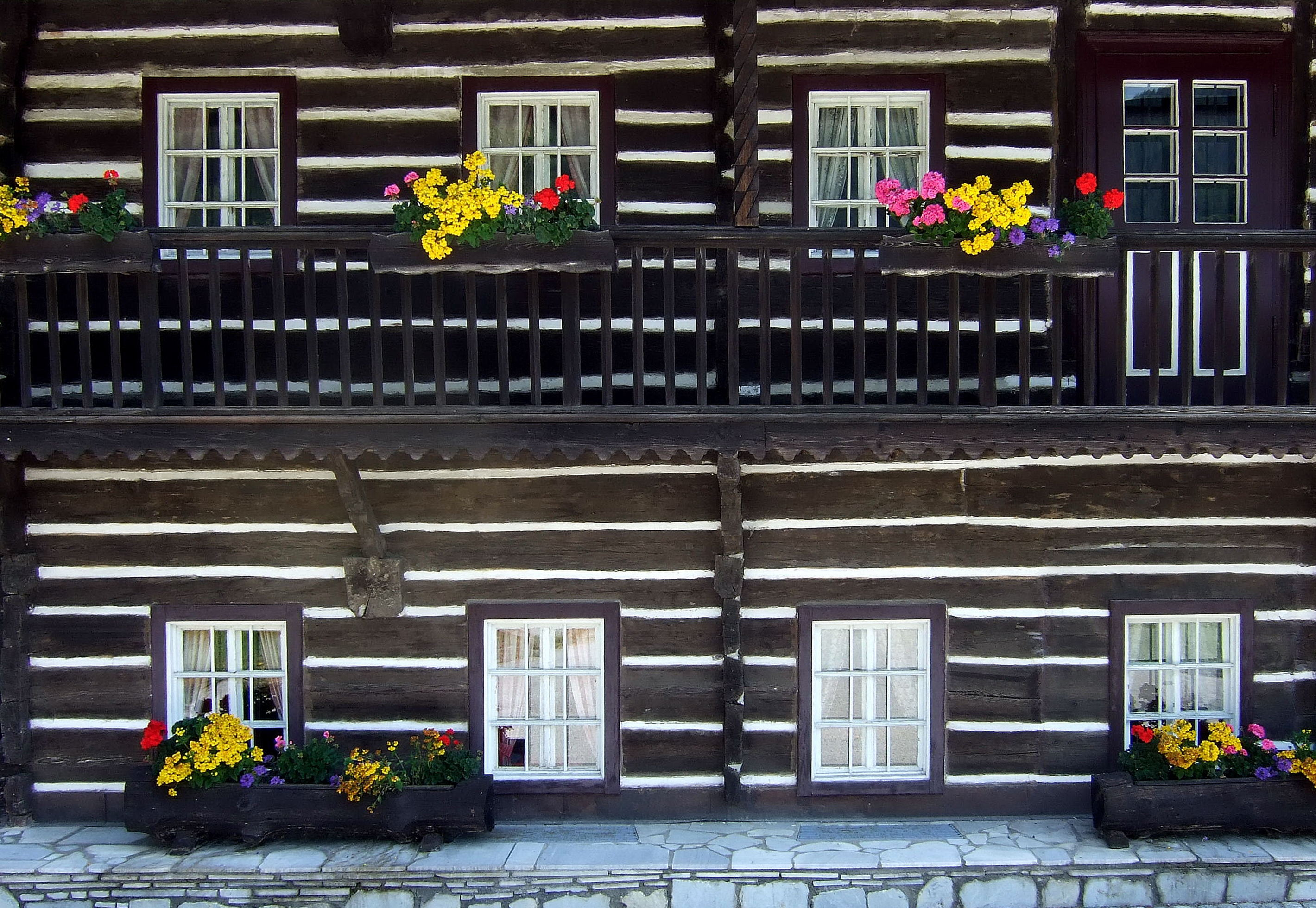
Bäuerliche Architektur in Gnesau

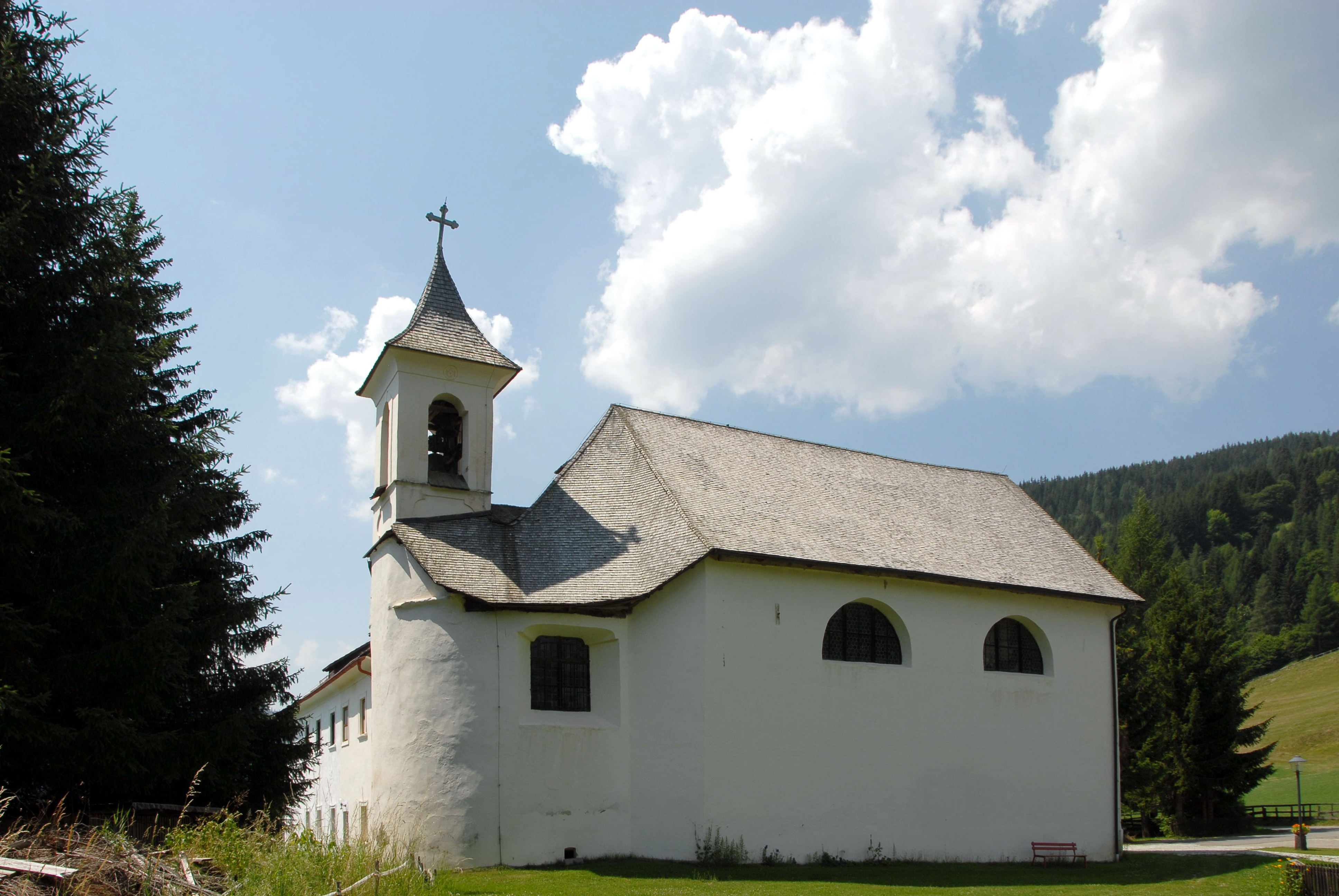
Klösterle in Zedlitzdorf

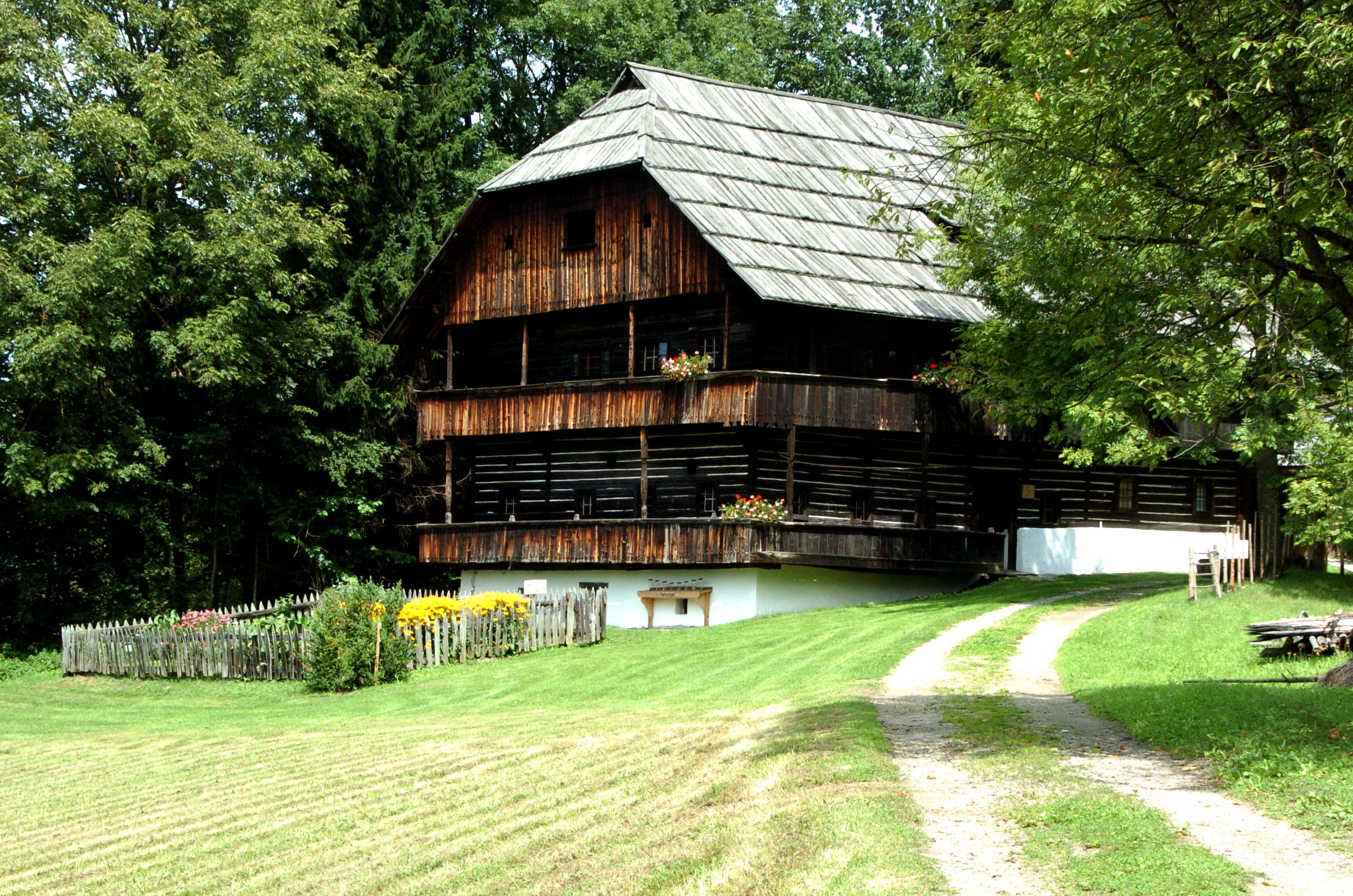
Kramer Bauernhof aus dem 18. Jahrhundert, aufgestellt im Freilichtmuseum Maria Saal

- Bergl (84)
- Eben (21)
- Gnesau (379)
- Görzberg (14)
- Görzwinkl (12)
- Gurk (96)
- Haidenbach (74)
- Maitratten (43)
- Mitteregg (1)
- Sonnleiten (115)
- Weißenbach (48)
- Zedlitzdorf (150)

### Nachbargemeinden
| Reichenau |                                             | Albeck     |
|           | Kompassrose, die auf Nachbargemeinden zeigt | Steuerberg |
| Arriach   |                                             | Himmelberg |

## Geschichte
Gnesau wurde erstmals 1160 als Gnesov in einer Notiz des Klosters Admont erwähnt, wobei der Name Gnesau die Gegend des gesamten oberen Gurktals bis nach Radenthein im Westen bezeichnete. Bis zur Mitte des 19. Jahrhunderts waren Grund und Boden zum größten Teil Besitz kirchlicher und weltlicher Grundherren.
Bei der Bildung der Gemeinden in Kärnten im Jahr 1850 waren zum Teil relativ große Gebiete zusammengefasst worden, wogegen sich einige Ortschaften auflehnten. Die Katastralgemeinden Gurk und Gnesau (damals zur Gemeinde Himmelberg gehörig) sowie Mitteregg und Zedlitzdorf (zu Reichenau) beantragten daher 1890, zu einer eigenen Gemeinde Gnesau zusammengelegt zu werden, was nach einigen Debatten schließlich 1895 vom Kärntner Landtag auch genehmigt wurde.

## Bevölkerung
Die Gemeinde Gnesau hat 1.244 Einwohner (2001). 95,7 % der Bevölkerung besitzen die österreichische Staatsbürgerschaft, unter den Angehörigen anderer Nationen haben die Deutschen mit 1,6 % den größten Anteil. Als Religionszugehörigkeit geben 62,0 % römisch-katholisch und 33,4 % evangelisch an, 3,5 % sind ohne religiöses Bekenntnis.

## Kultur und Sehenswürdigkeiten
- Die Katholische Pfarrkirche Gnesau Hl. Leonhard ist eine romanische Chorturmkirche, die Saalkirche wurde im Kern vor 1213, der Turm im Kern im 14. Jahrhundert errichtet und 1723 durch einen barocken Zwiebelhelm erhöht. Die älteste urkundliche Erwähnung der Kirche stammt aus dem Jahr 1213, 1499 wurde sie erstmals als Pfarre genannt.
- Evangelische Pfarrkirche Gnesau: An der Stelle der heutigen Evangelischen Kirche am südöstlichen Ortsausgang wurde ursprünglich 1782, unmittelbar nach dem Toleranzpatent Kaiser Josephs II., ein hölzernes Bethaus errichtet, das 1803 durch ein steinernes Gebäude ersetzt wurde. Die Grundsteinlegung für den heutigen Kirchenbau im neugotischen Stil erfolgte am 29. Juni 1870, er wurde im Jahr darauf durch den Baumeister Antonio Missoni fertiggestellt.[3]
- Das „Arboretum“ ist ein begehbarer Baumgarten, in dem viele bekannte, aber auch seltene heimische Baumarten besichtigt und studiert werden können, und befindet sich neben dem Kulturhaus in Gnesau. Hier ist auch der Ausgangspunkt bzw. Endpunkt des Gnesauer Holzkulturlehrpafades, welcher für Halbtageswanderungen (zirka 6 km) geeignet ist. Entlang des Weges lernt man anhand von 20 Informationstafeln Wissenswertes über die heimischen Holzarten und deren Einsatzmöglichkeiten.
- Katholische Pfarrkirche Zedlitzdorf Unsere Liebe Frau mit dem ehemaligen Karmelitenhospitz

## Wirtschaft und Infrastruktur
Noch bis zur Mitte des 20. Jahrhunderts war der größte Teil der berufstätigen Bevölkerung in der Land- und Forstwirtschaft tätig, in den letzten Jahrzehnten gewann auch der Fremdenverkehr an Bedeutung.
Laut Volkszählung 2001 waren 242 von 340 Angestellten in der Sachgütererzeugung tätig, wobei die Holzindustrie – Wald bedeckt 59 % der Gemeindefläche – der größte Arbeitgeber in Gnesau ist. Dabei spielt das europaweit tätige Unternehmen Holz Leeb, ein großer Hersteller von Balkonen („LEEB Balkone“), eine wichtige Rolle. Aufgrund der Bedeutung der Forstwirtschaft in der Region schlossen sich im Jahre 1995 neun Gemeinden zur Interessengemeinschaft Kärntner Holzstraße zusammen, der auch Gnesau angehört und die im April 2007 um sieben weitere Gemeinden erweitert wurde.

### Wirtschaftssektoren
Die folgende Tabelle zeigt die Entwicklung der Anzahl der Betriebe und der Beschäftigten in den Wirtschaftssektoren:
| Wirtschaftssektor            | Anzahl Betriebe | Anzahl Betriebe | Anzahl Betriebe | Erwerbstätige | Erwerbstätige | Erwerbstätige |
| Wirtschaftssektor            | 2021            | 2011            | 2001            | 2021          | 2011          | 2001          |
| ---------------------------- | --------------- | --------------- | --------------- | ------------- | ------------- | ------------- |
| Land- und Forstwirtschaft 1) | 57              | 88              | 98              | 64            | 64            | 55            |
| Produktion                   | 18              | 17              | 13              | 302           | 248           | 252           |
| Dienstleistung               | 135             | 35              | 27              | 78            | 78            | 63            |

1) Betriebe mit Fläche in den Jahren 2010 und 1999, Arbeitsstätten im Jahr 2021

### Verkehr
Die wichtigtse Straßenverbindung ist die Turracher Straße B95, die über die Turracher Höhe von Feldkirchen nach Salzburg führt.

## Politik

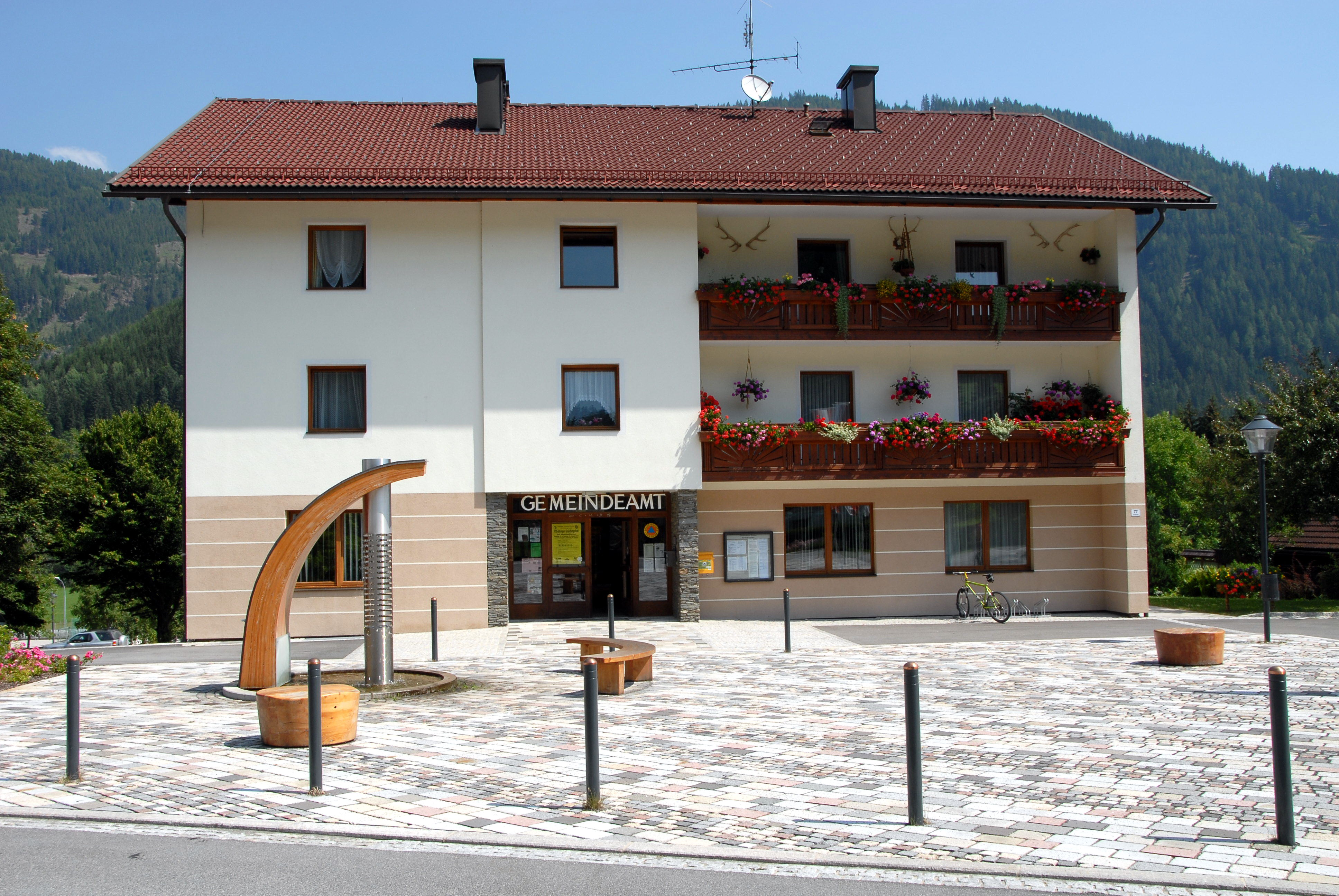
Gemeindeamt

### Gemeinderat
Der Gemeinderat von Gnesau hat 15 Mitglieder.
- Mit der Gemeinderatswahl 2015 hatte er folgende Zusammensetzung: 6 Bruno Stampfer – Miteinander für Gnesau, 5 ÖVP, 3 FPÖ, 1 Unabhängige Liste Gnesau[8]
- Seit der Gemeinderatswahl 2021 hat er folgende Zusammensetzung: 8 ÖVP, 3 FPÖ, 4 WIR[9]

### Bürgermeister
Bürgermeister seit 1896 waren:
- 1896–1899  Josef Siegel
- 1899–1911 Johann Isopp
- 1911–1936 Gustav Wildpanner
- 1937–1838 Franz Wunder
- 1938–1938 Gustav Flath
- 1938–1945 Franz Leeb
- 1945–1945 Franz Wunder
- 1945–1950 Edmund Zaminer
- 1950–1973 Otmar Hobitsch
- 1973–1991 Erwin Glatz
- 1991–2015 Franz Mitter (ÖVP)
- seit 2015 Erich Stampfer (ÖVP)[11][12]

### Wappen
Das Wappen von Gnesau hat die Bibel und damit das Glaubensleben in Gnesau zum Inhalt. Die verwechselten Farben spielen dabei auf das Zusammenleben von Katholiken und Protestanten an, von denen Letztere heute ein Drittel der Bevölkerung stellen. Dieser ungewöhnlich hohe Anteil protestantischer Glaubensangehöriger geht auf einen starken Zuspruch zur lutherischen Lehre ab dem 16. Jahrhundert zurück, der sich trotz harter Maßnahmen der Obrigkeit im 17. und 18. Jahrhundert bis heute gehalten hat.
Die amtliche Blasonierung des Wappens lautet: „Ein von Rot und Silber gespaltener Schild, an der Herzstelle eine Bibel, belegt von einem Kreuz und vier Metallknöpfen in verwechselten Farben.“ Der Entwurf stammt von Alfred Ogris, Wilhelm Wadl und Alexander Exax. Die Verleihungsurkunde wurde am 19. Mai 1983 durch Landesrat Max Rauscher überreicht.
Die Fahne ist Weiß-Rot mit eingearbeitetem Wappen.

### Partnergemeinde
- Hornstein, Burgenland, seit 1986

## Persönlichkeiten

### Ehrenbürger
- Franz Wunder, Bürgermeister
- Otmar Hobitsch, Bürgermeister
- Erwin Glatz, Bürgermeister
- Franz Ulrich Leeb, Industrieller

### Söhne und Töchter der Gemeinde
- Siegmund Burger (1921–1992), Politiker (ÖVP)
- Walther Florian (1921–2010), deutscher Wirtschaftswissenschaftler
- Ruth Feistritzer (* 1968), Politikerin (SPÖ)